# マックス・シェーンヘル
マックス・シェーンヘル（Max Schönherr, 1903年11月23日 - 1984年12月14日）は、オーストリアの音楽学者、作曲家、指揮者。

## 生涯
オーストリア＝ハンガリー帝国領マルブルク(現スロベニア領マリボル)の生まれ。幼少時から音楽家だった父親に手ほどきを受け、グラーツ音楽院に進学してロデリヒ・フォン・モイジゾヴィチの指導を受けた。1924年にグラーツのオペラ劇場にコントラバス奏者として入団したが、後にコレペティトールとなり、そこのカペルマイスターまで務めた。1929年にはアン・デア・ウィーン劇場とウィーン市立劇場のカペルマイスターに転じ、1931年まで務めた。1931年にはオーストリア放送交響楽団の初代首席奏者に就任し、40年に渡ってそのポストを務め上げた。1933年から1938年までウィーン・フォルクスオーパーの楽長を兼任。その他にもウィーン交響楽団や放送局のオーケストラなどにも客演した。
指揮者としては軽音楽とオペレッタをレパートリーとし、作曲家としてはバレエ音楽『ホテル・ザッハー』などの親しみやすい作品を残した。1954年、ヨーゼフ・マルクス作曲賞を受賞。1973年にはウィーン大学で博士号を取得している。
バーデン・バイ・ウィーンにて死去。

## 主要著作
- Max Schönherr; Karl Reinöhl (1954) (ドイツ語). Johann Strauss Vater : ein Werkverzeichnis. Universal Ed.. OCLC 924279733
- Max Schönherr (1974) (ドイツ語). Kompendium zur Publikationsreihe Denkmaler der Tonkunst in Osterreich. Akademische Druck- und Verlagsanstalt. OCLC 638652427
- Max Schönherr (1978) (ドイツ語). Franz Lehár : Bibliographie zu Leben und Werk : Beiträge zu einer Lehár-Biographie anlässlich seines 100. Geburtstages. Glocken-Verlag. OCLC 600472397

## 文献
- Robert Hanzlick: Max Schönherr - ein Leben für die Musik - Biografie, Studien zur Musikwissenschaft, Bd. 2, Hamburg 2004, 228 Seiten, ISBN 978-3-8300-1245-0
- Andrew Lamb: Unterhaltungsmusik aus Österreich: Max Schönherr in seinen Erinnerungen und Schriften (Light Music from Austria: Reminiscences and Writings of Max Schönherr), in: Music & Letters, Vol. 75, No. 2 (May, 1994), pp. 298-299